# Biserica fortificată din Cincu
Biserica fortificată din Cincu este închinată Fecioarei Maria și este una dintre cele mai mari bazilici romanice situate într-o localitate săsească din România. Prin modul de poziționare a construcției pe o colină aflată între râurile Olt și Hârtibaciu ce prezintă trei laturi foarte abrupte, biserica este considerată o bazilică unicat deoarece apărarea ei se făcea doar pe partea de vest a dealului. Biserica a fost construită în satul Cincu din județul Brașov de către coloniștii germani la mijlocul secolului al XIII-lea. 
Ansamblul bisericii evanghelice fortificate din Cincu este înregistrat în lista monumentelor istorice al județului Brașov sub codul LMI BV-II-a-A-11639 având trei obiective principale:
- Biserica evanghelică, sec. XIII,1522, 1694, 1754-1755, 1815, sub codul LMI BV-II-m-A-11639.01;
- Incintă fortificată - fragmente incintă interioară și bastion (vechea Primărie), sec. XIV - XVII, sub codul LMI BV-II-m-A-11639.02;
- Incintă fortificată - fragmente incintă exterioară, încăpere pentru provizii, sec. XVI - XVII, sub codul LMI BV-II-m-A-11639.03.

## Localitatea
Așezarea săsească Cincu a devenit într-un timp foarte scurt centrul administrativ al Scaunului Cincului sau Scaunul de Schenck ( germană cârciumă ), ea fiind atestată documentar pentru prima dată în 1329. Având o dezvoltare rapidă, în 1474 localitatea a căpătat statutul de târg (oppidum) iar în 1586 organiza deja târgul săptămânal și anual se țineau două iarmaroace. De asemenea, în perioada 1329 - 1474 există mențiuni documentare prin care au apărut breslele cojocarilor, croitorilor și a tâmplarilor din Cincu. Demnă de menționat este competiția care a existat între breasla rotarilor din Cincu și cea similară din Agnita, din anul 1586, când Sigismund Báthory a acordat supremația asupra rotarilor din Agnita celor din Cincu. Similar au câștigat și breasla cizmarilor, alături de care au fost menționate și bresla butnarilor și cea a fierarilor.
La "Muzeul de Istorie Valea Hârtibaciului" din  Agnita se găsește o ladă datată în anul 1653. Este o piesă de o valoare inestimabilă, ea având pe capac stema fostului târg Cincu care prezintă un cap de zimbru ce are o stea între coarne. De asemenea, lada este împodobită cu portrete colorate, steme ale breslelor și unelte folosite de meșteșugari.

## Biserica
Biserica evanghelică din Cincu a fost construită în secolul al XIII-lea de către coloniștii germani, după care a fost refăcută în prima jumătate a secolului al XVI-lea în stil gotic și mai apoi în secolul al XVIII-lea. Spre deosebire de multe alte biserici, ea avea un dublu hram, cel al Fecioarei Maria și cel al Sfântului Pavel.
Fiind una dintre cele mai valoroase monumente de arhitectură medievală din Transilvania, biserica găzduiește în interiorul său o serie de colecții de mare valoare:
- colecția de covoare orientale din secolul al XVII-lea - XVIII-lea;
- colecții de embleme și vestigii ale diferitelor bresle și corporații;
- colecții de fragmente murale, strane în stil gotic, epitafuri precum și un potir din secolul al XV-lea și un orologiu de la sfârșitul secolului al XIX-lea.

Biserica prezintă în interior o serie de elemente arhaice prin intermediul cărora specialiștii au datat anul contrucției ca fiind 1265. Aceste elemente se găsesc în mod frecvent la bazilicile romane construite la începutul secolului al XIII-lea. Datarea mai exactă se putea face după frescele murale de interior, care nu au putut fi restaurate de sub văruială. Din analiza materialelor de construcție s-au putut determina diferitele etape de transformare ale bisericii, precum și apariția sau renovarea unora din elementele arhitectonice ce o compun.
Prima atestare documentară a lăcașului de cult se regăsește într-un privilegiu acordat de Matei Corvin în anul 1474 celor care apărau fortificația.
Inițial biserica prezenta trei nave inegale în înălțime care au fost modificate pe parcursul timpului astfel încât în prezent ele sunt aduse toate la același nivel. Navele laterale sunt lungi de 38 metri fiecare și mărginesc turnul de vest de o parte și de alta, acestea fiind mai lungi decât nava centrală cu circa 10 metri. Construcția inițială avea în capetele de est ale navelor laterale două turnuri deschise spre nava centrală și cele laterale prin intermediul unor arcade semicirculare. Turnul clopotniței se află în partea de vest a bisericii și a fost renovat după incendiu, renovare care a  dus la modificarea dimensiunii navei centrale în raport cu cele laterale. Tot acolo se află și tribuna orgii.
Piesa de rezistență a bisericii este altarul care reprezintă necredința apostolului Toma, altarul prezentând o piatră de altar pe care sunt inscripționate cuvintele lui Isus către Toma:
„Dominmeus et Deus meu  Toma quia vidisti beati qui non viderunt et credierunt.”
La origine, altarul a fost făcut pentru biserica din Moșna, ulterior el fiind cumpărat de localnicii din Cincu și pictat de un mare maestru sibian al vremii. Membrii comunității din Cincu apar într-una din scenele din partea de jos a altarului, ei fiind reprezentați în costume populare ale ciobanilor autohtoni.

## Fortificația
Zidurile care în trecut împrejmuiau fortificația au fost supuse unui lung proces de deteriorare și uzură, proces care a dus la diminuarea înălțimii lor, astăzi la 2 - 3 metri pe trei laturi, pe partea de vest chiar mai puțin. Inițial fortificația avea prevăzute cinci turnuri exterioare de observație și apărare, orientate spre nord, sud, est și nord-est și sud-est. În ziua de azi a mai rămas în picioare doar un turn, cel de sud. De menționat este că în secolul al XIX-lea după ce Turnul Slăninei a fost distrus în anul 1789, comunitatea din Cincu a construit în interiorul fortificației încinte(cămări) cu aceeași destinație.

## Imagini

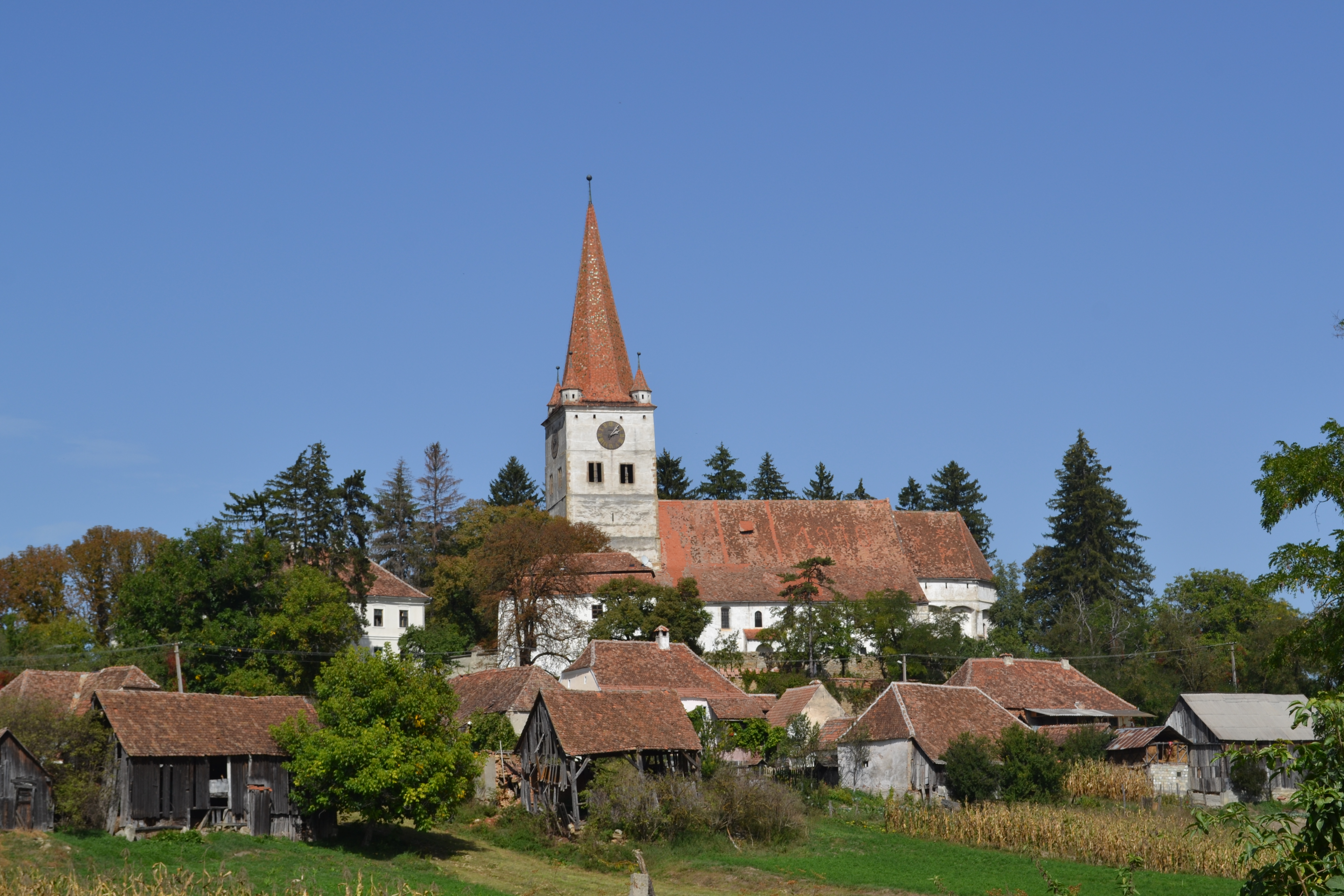
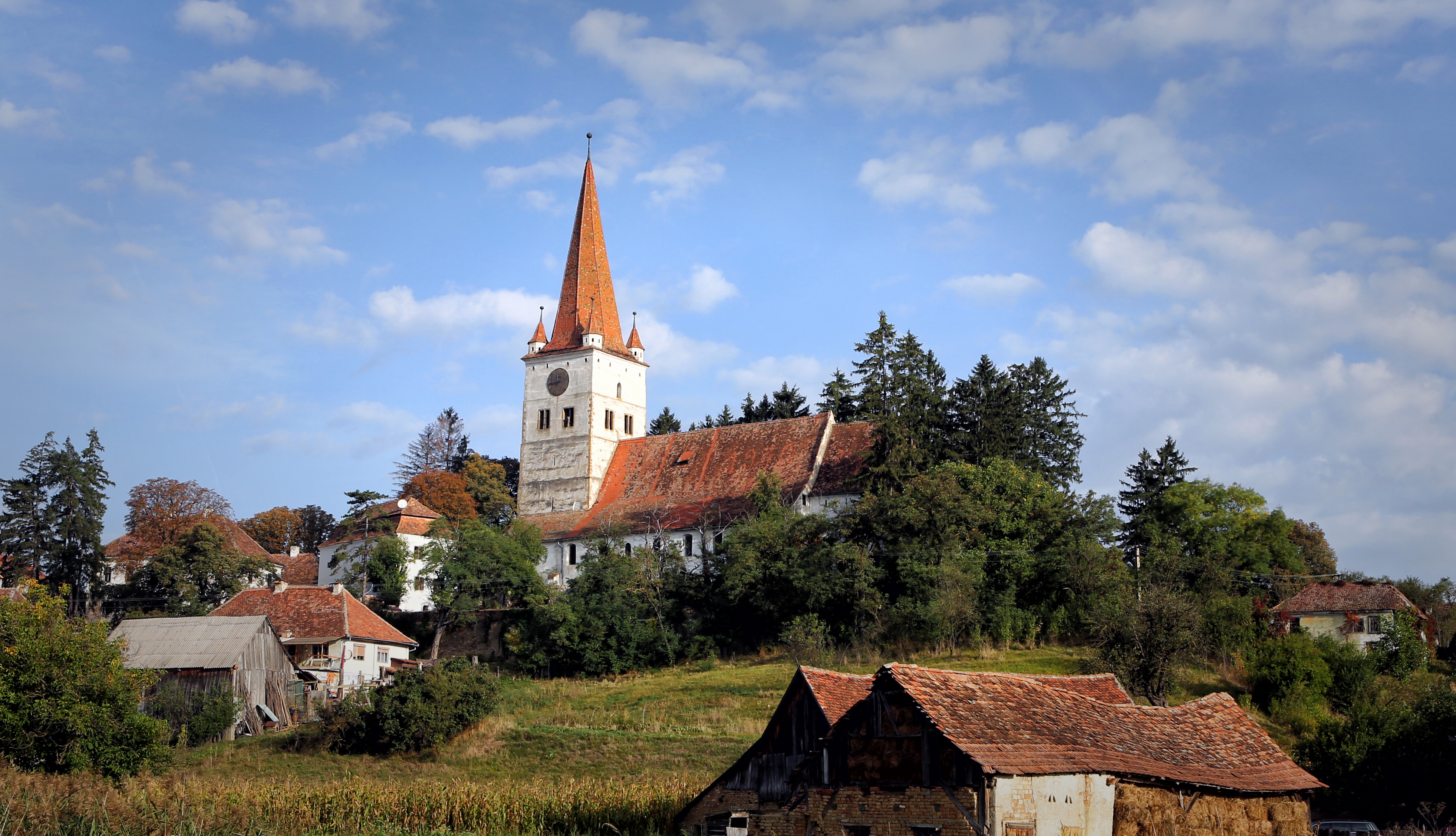
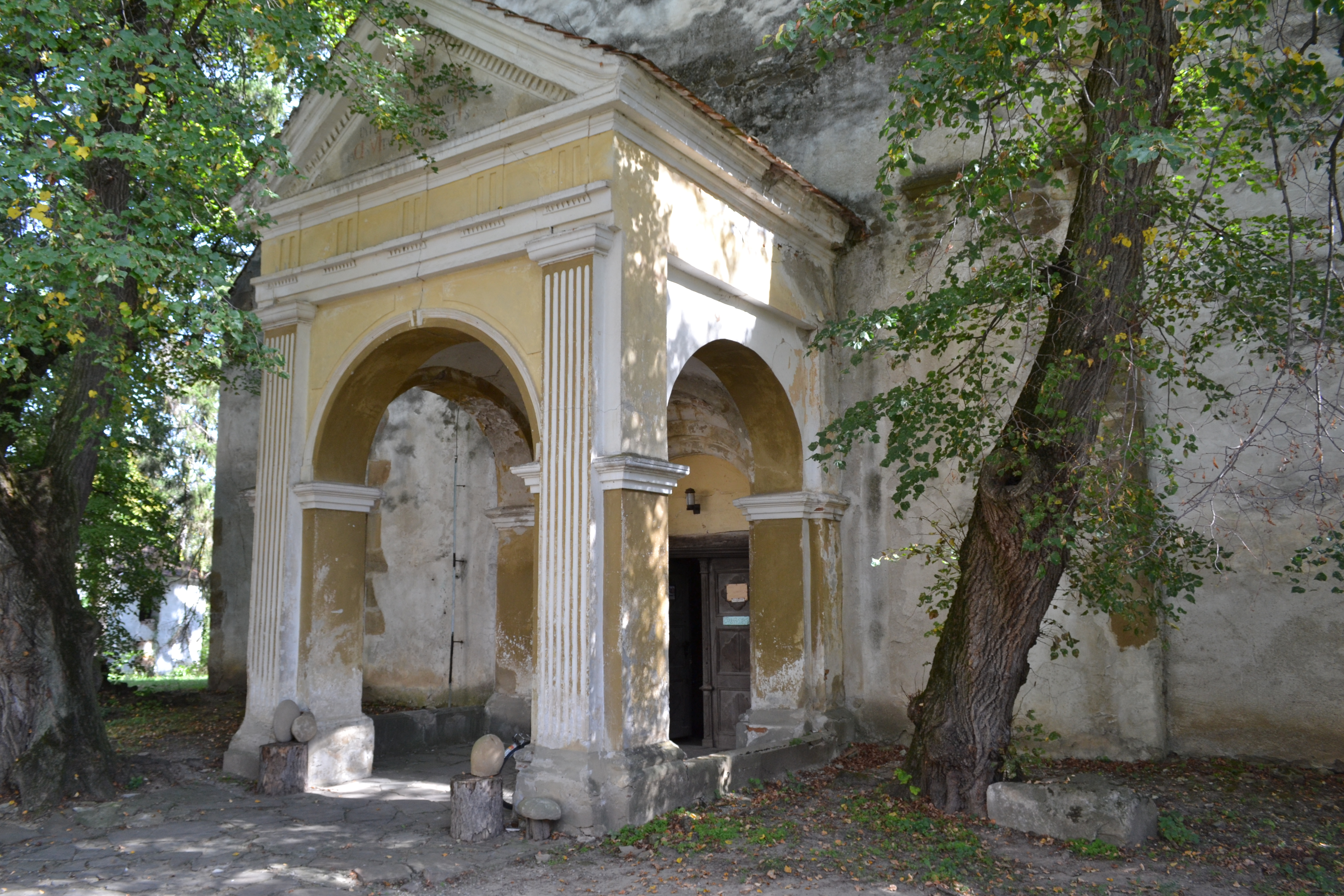
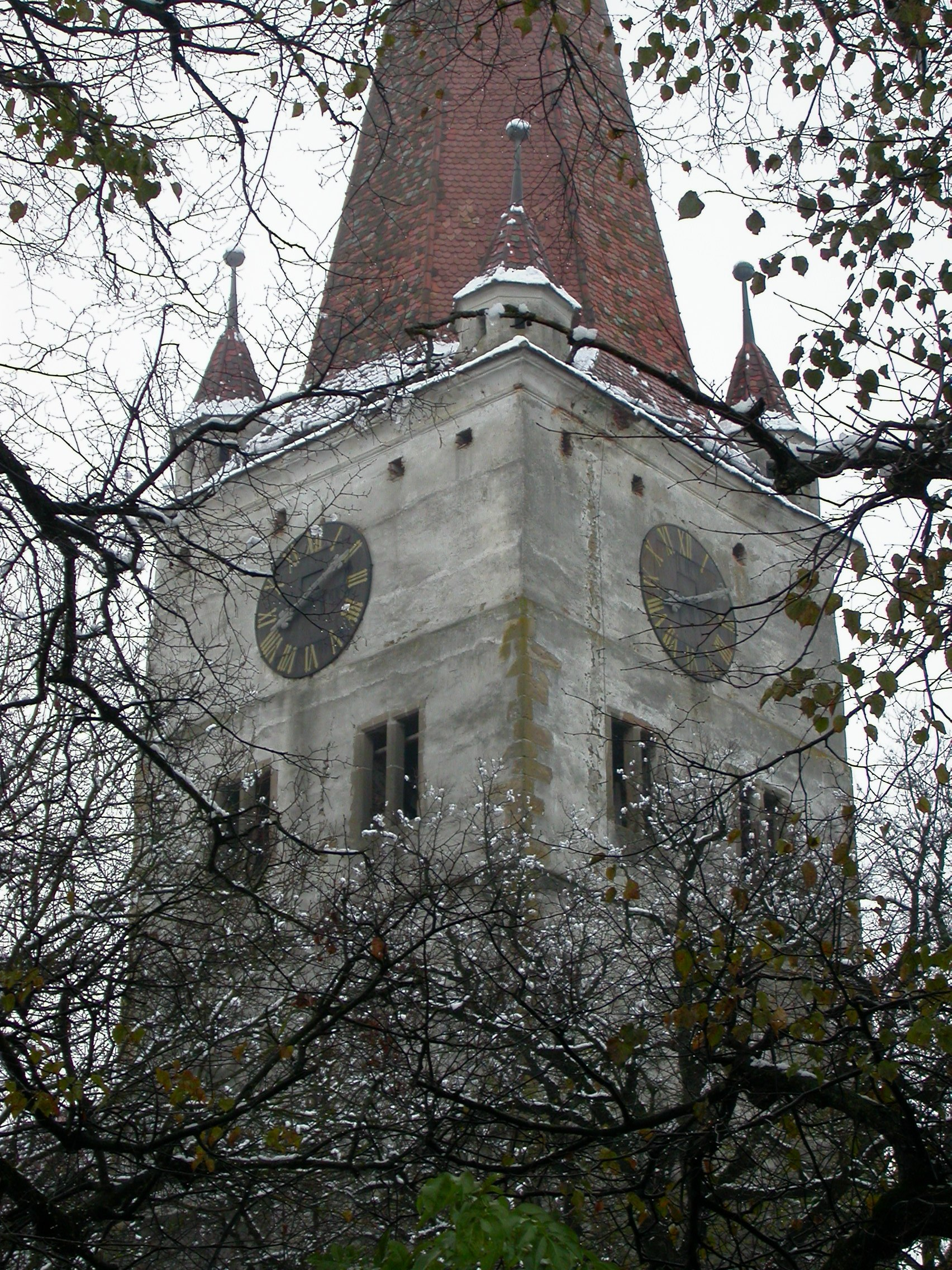
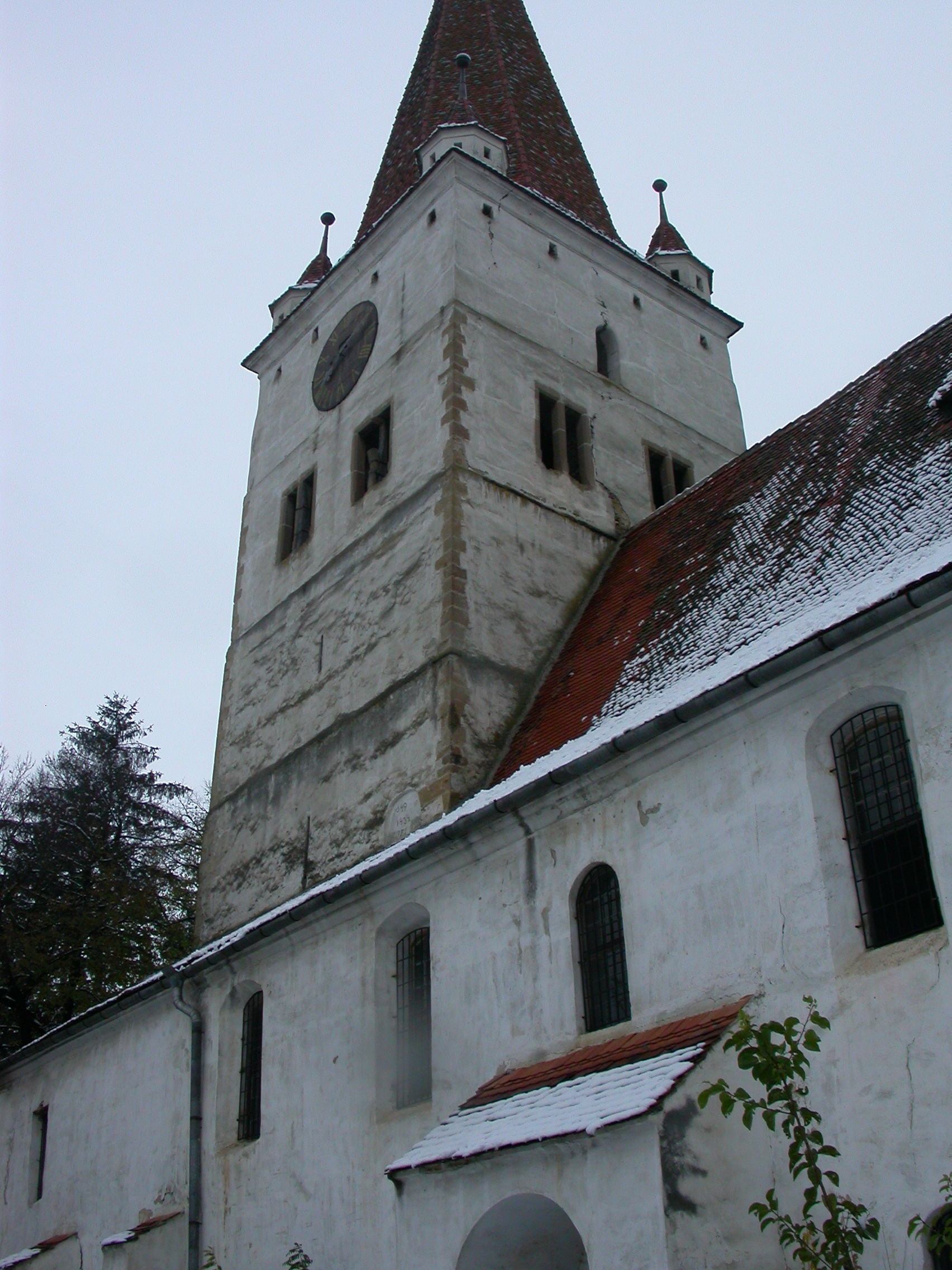
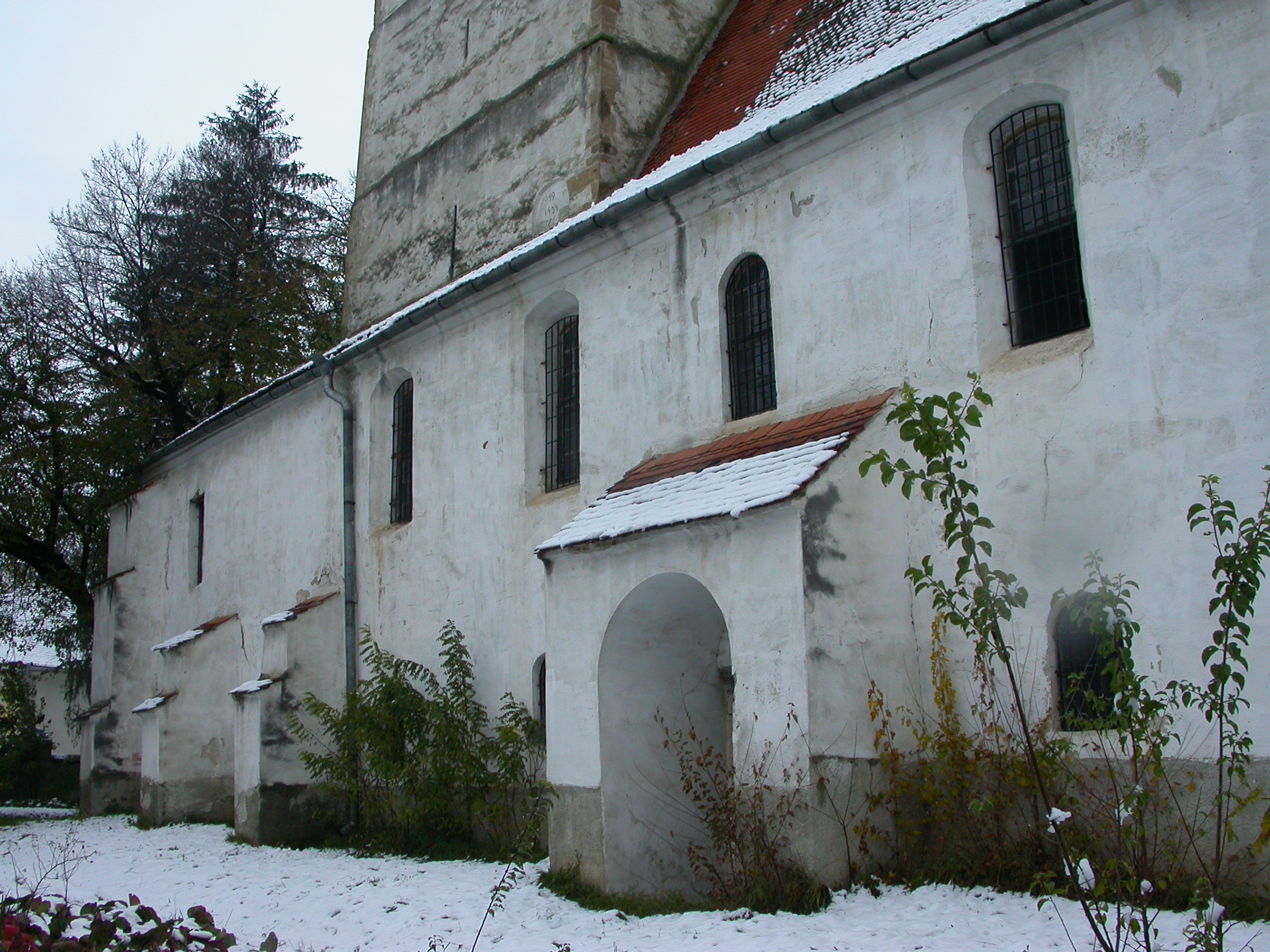
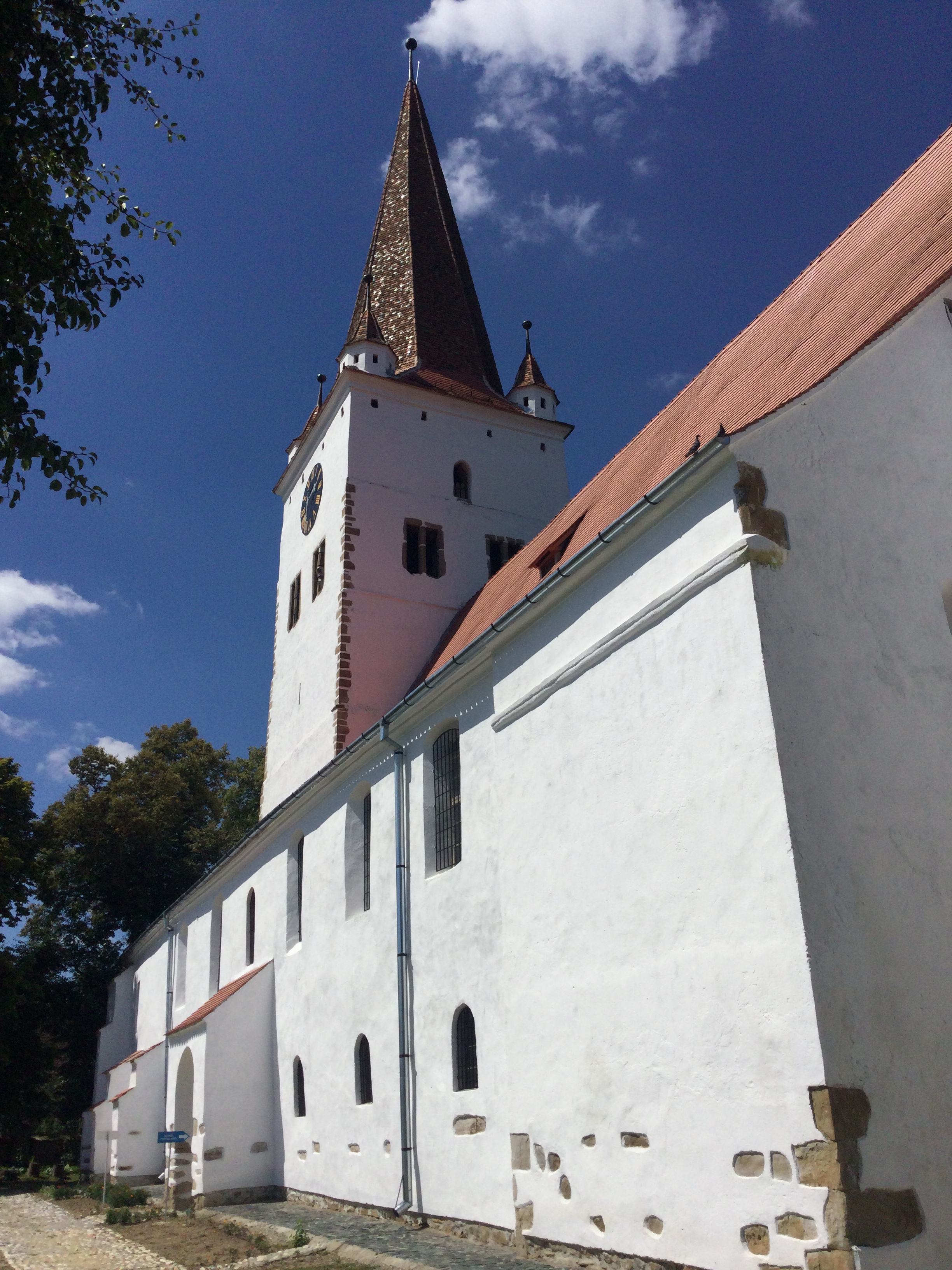
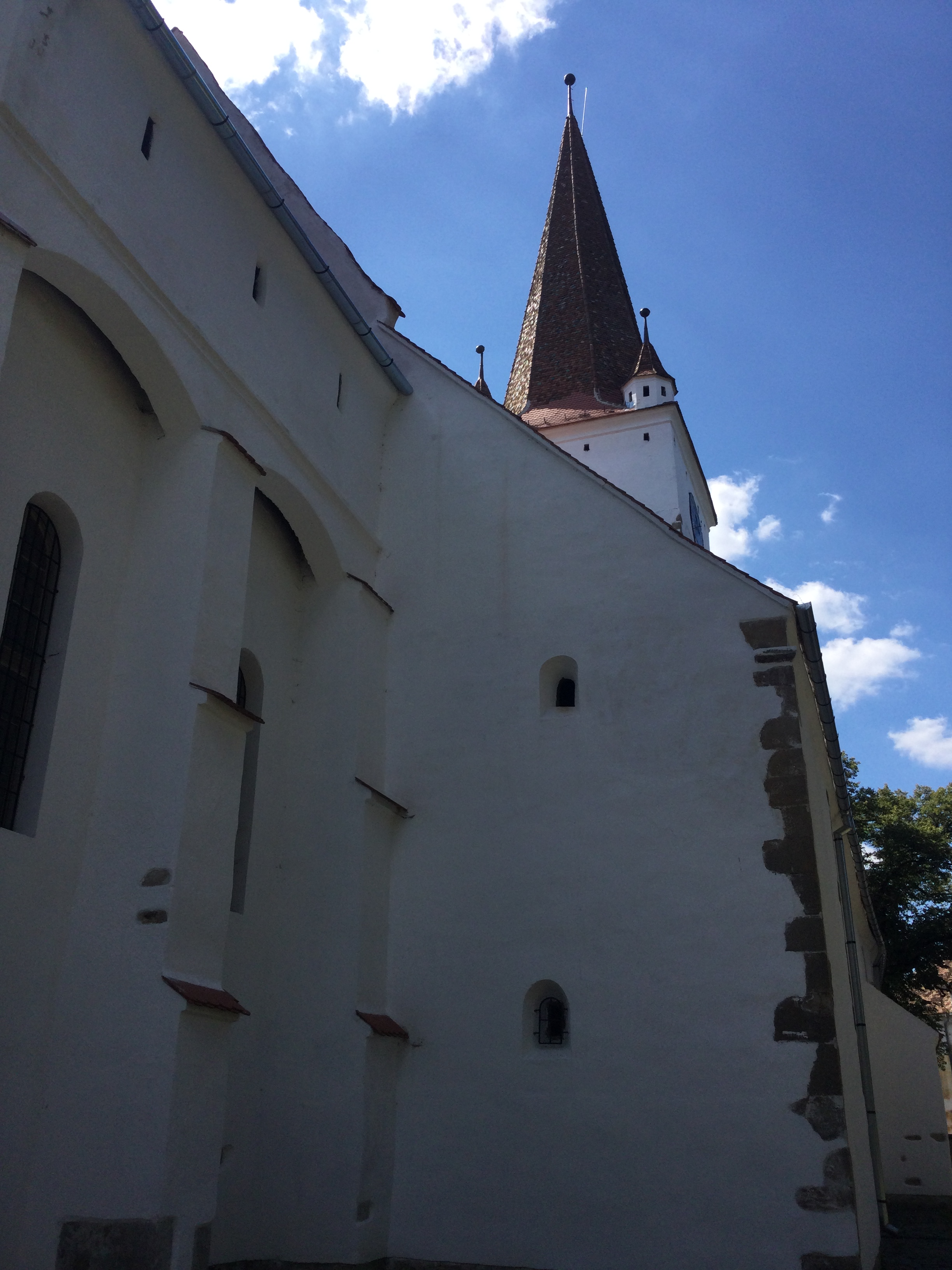
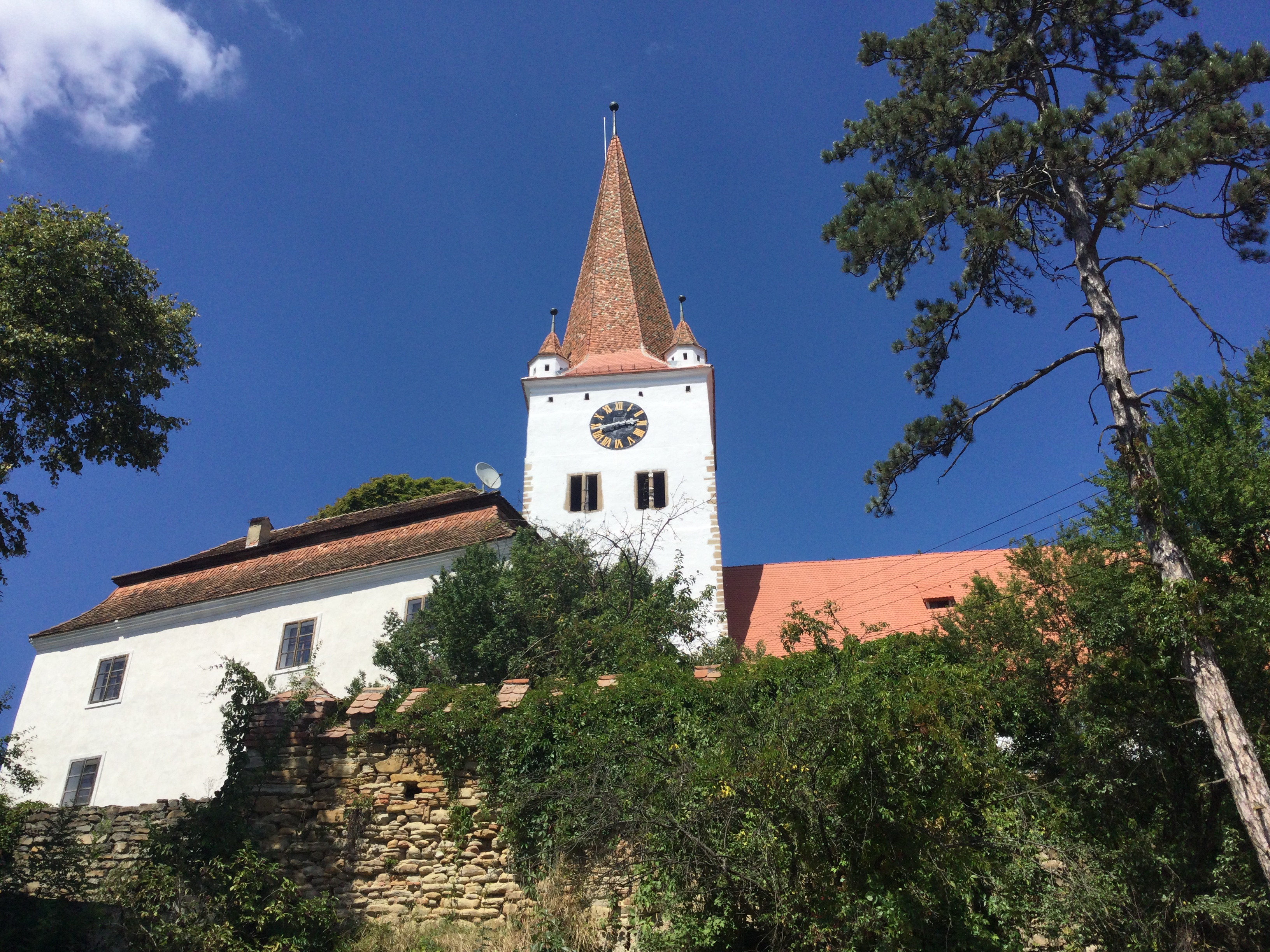
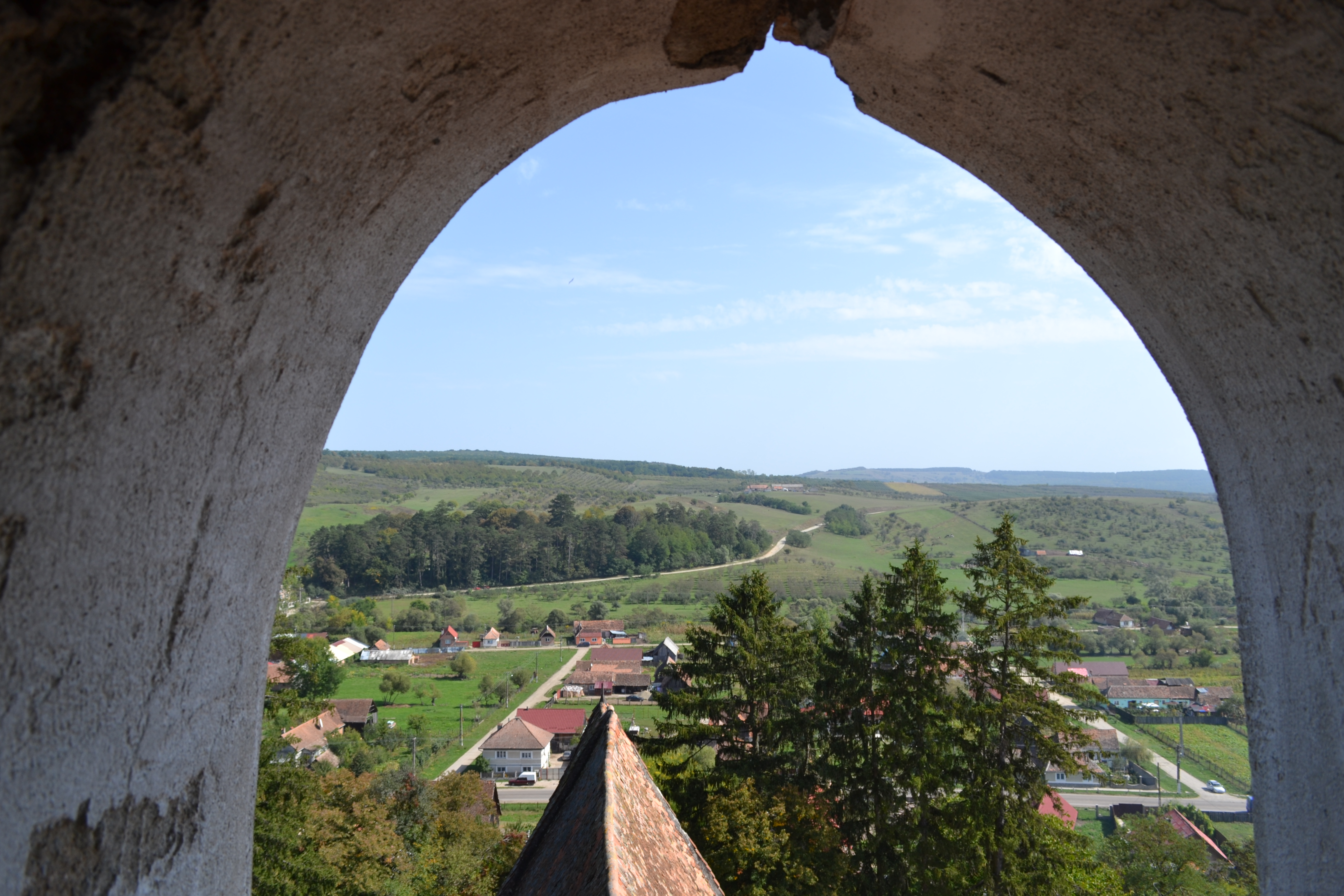
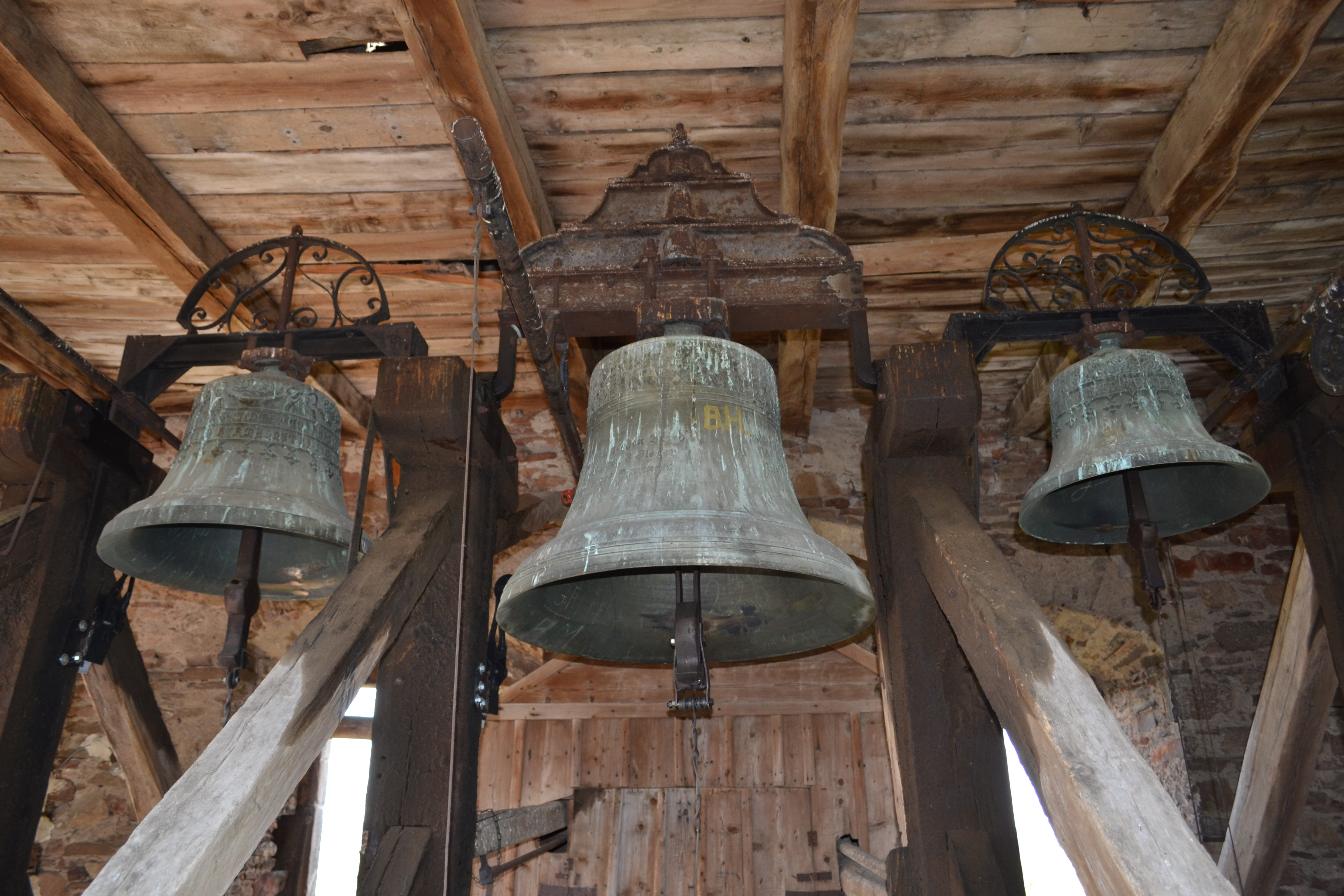
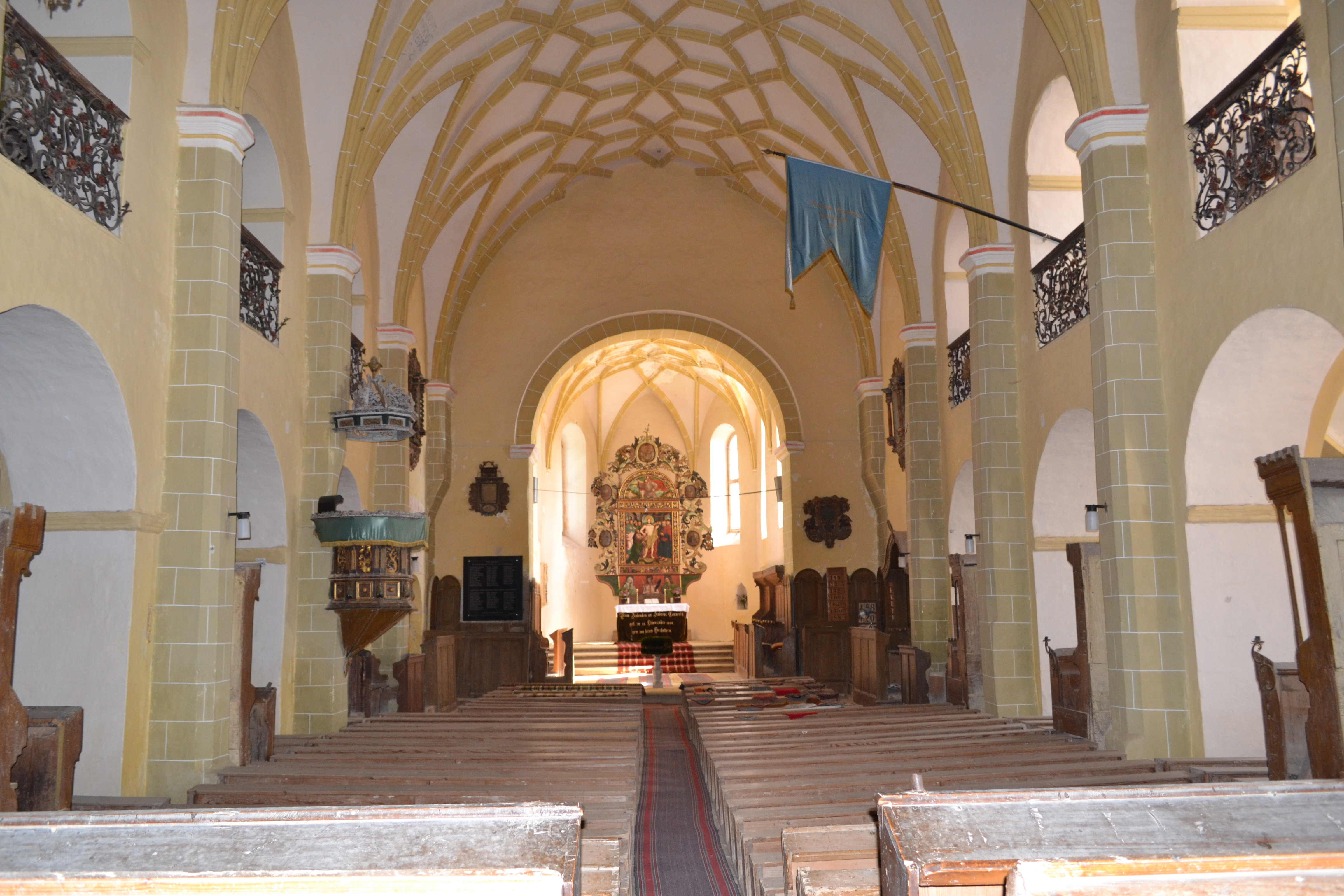
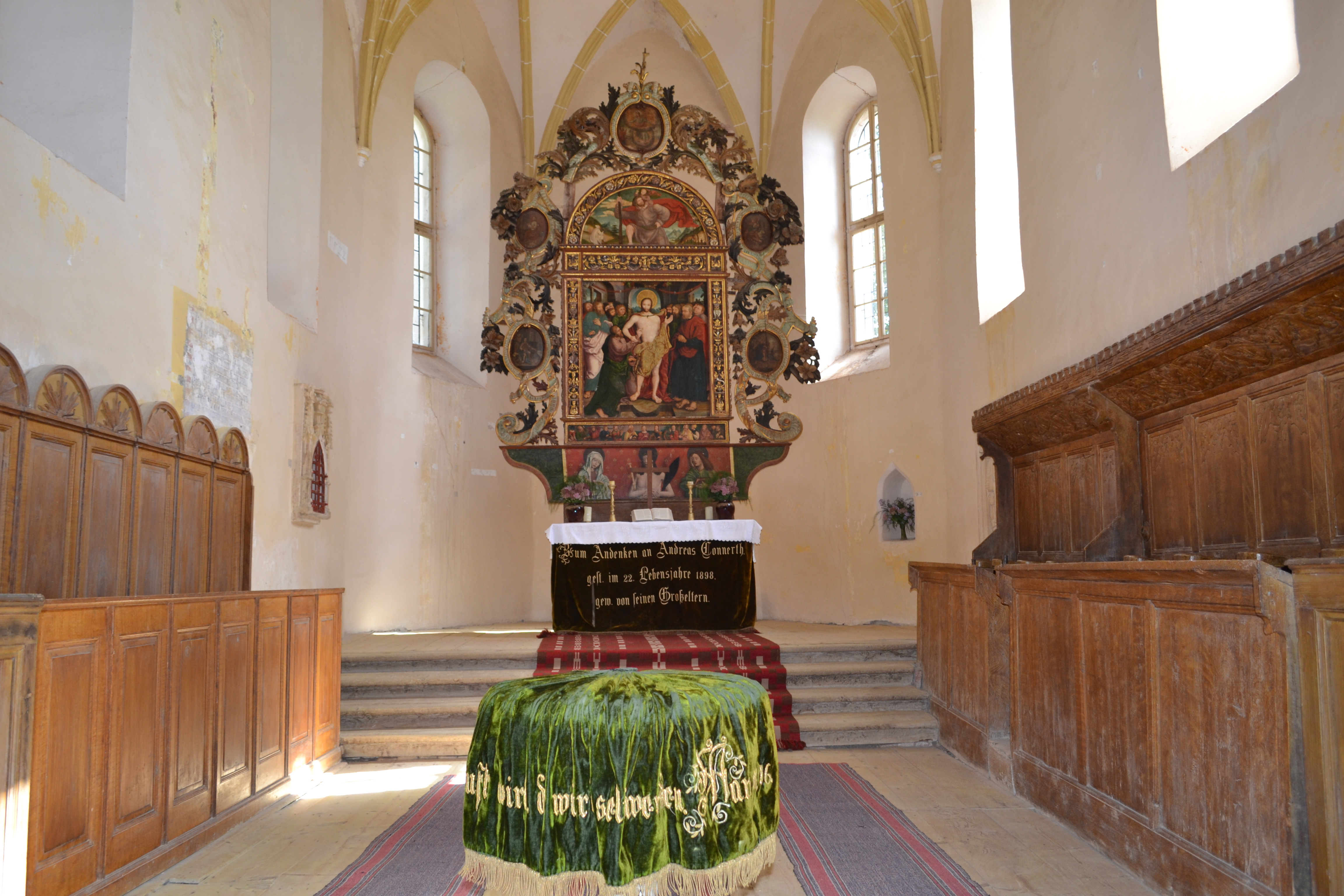
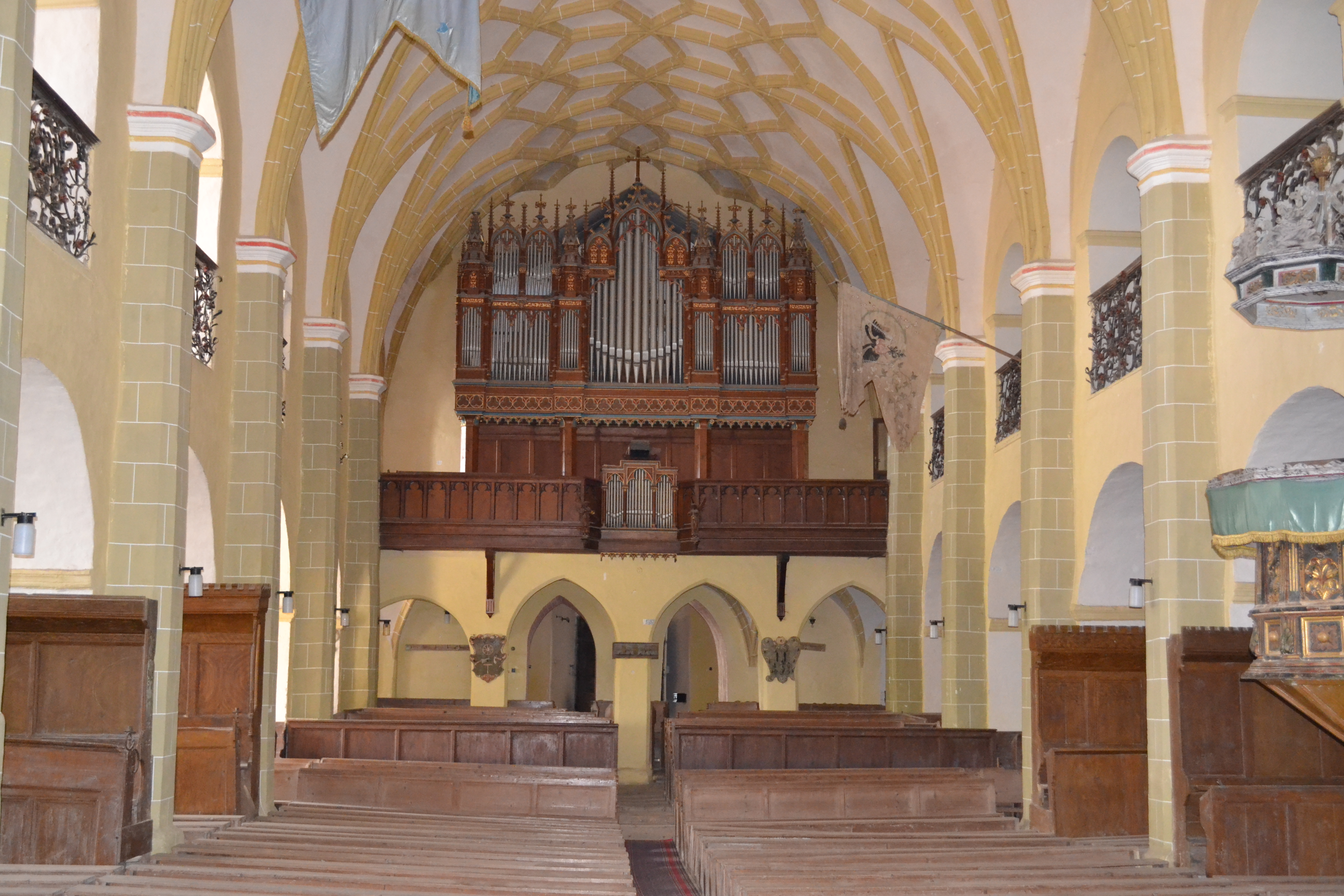